# Mibambwe II
Mibambwe II Gisanura est un roi (mwami) du Rwanda qui régna à la fin du XVIIe siècle, après Kigeli II. Il serait mort entre 1678 et 1714.
Yuhi III lui succéda.